# Momotus bahamensis
Momotus bahamensis  (лат.) — вид птиц из семейства момотовых, представитель рода момотов. Эндемик Тринидада и Тобаго — островов в Карибском море.

## Этимология
Видовое название bahamensis в переводе означает «багамский», образовано от латинского названия Багамских островов — Bahama.

## Систематика
Ранее Momotus bahamensis был подвидом синешапочного момота и носил научное название Momotus momota bahamensis.

## Описание

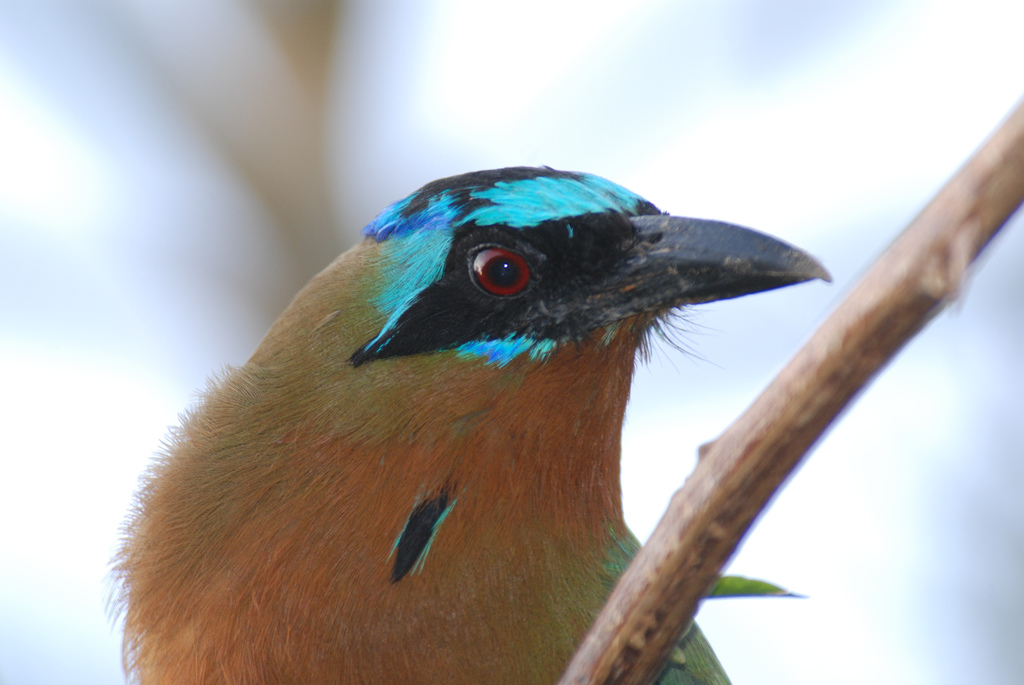
Голубая окантовка сбоку от чёрной «маски»

### Внешний вид
Длина тела птицы 38—43 см, масса тела 99—114 грамм. По сравнению с другими момотами у данного вида более рыжий цвет горла и брюшка и самый короткий хвост среди всех видов рода. Momotus bahamensis легко отличить: у других момотов чёрную «маску» на голове окантовывает тонкая голубая полоска, но у данного вида это голубые пятна, которые располагаются сбоку и снизу.

### Голос
Обычно Momotus bahamensis издаёт одиночный звук «вуп», чем он похож на Momotus subrufescens. 

## Распространение
Обитает на территории Тринидада и Тобаго. Селится в лесах, но можно встретить и на плантациях и в садах.

## Питание
Как и все момоты питается насекомыми и другими членистоногими, ящерицами и мелкими млекопитающими.

## Галерея

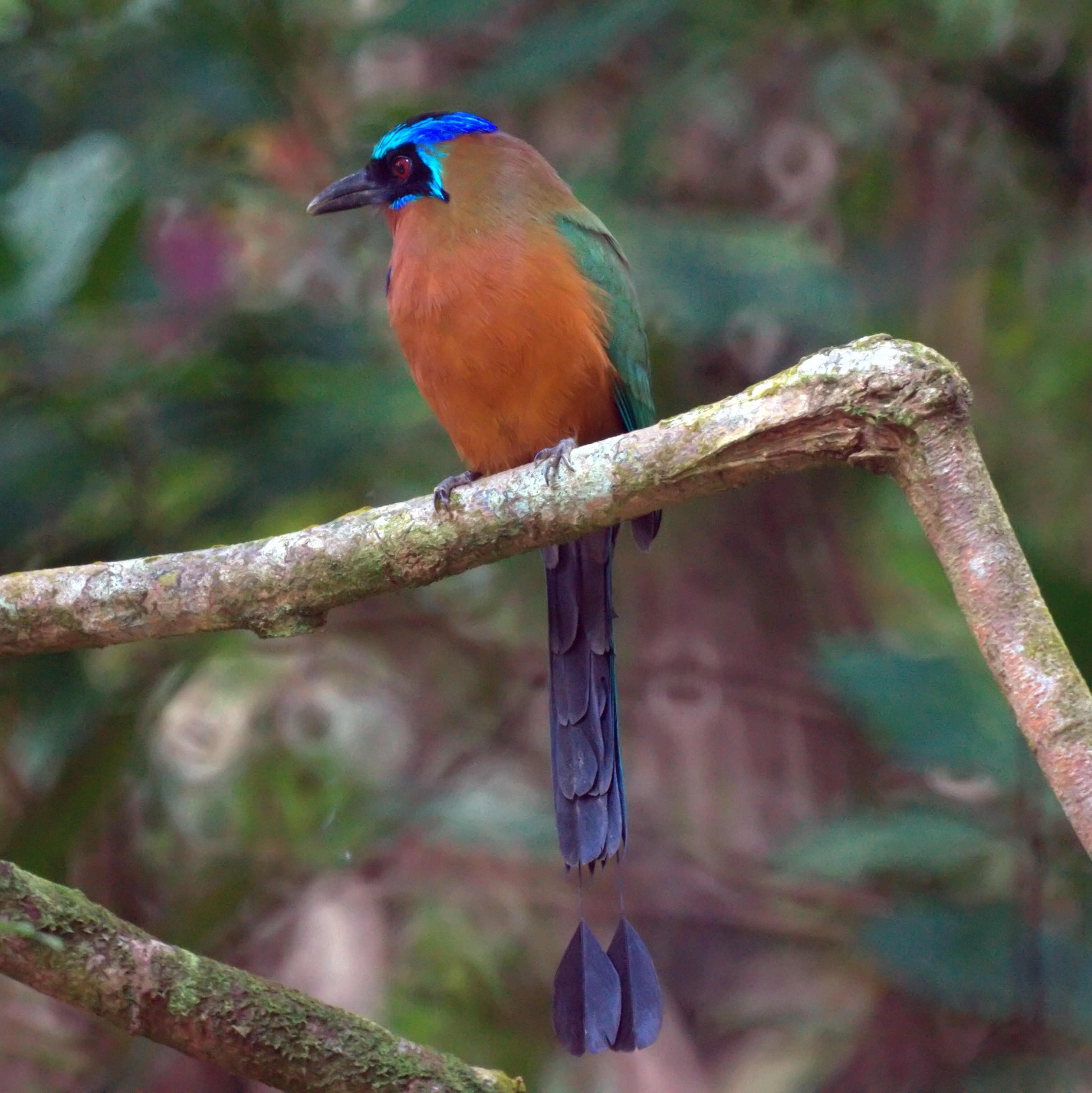
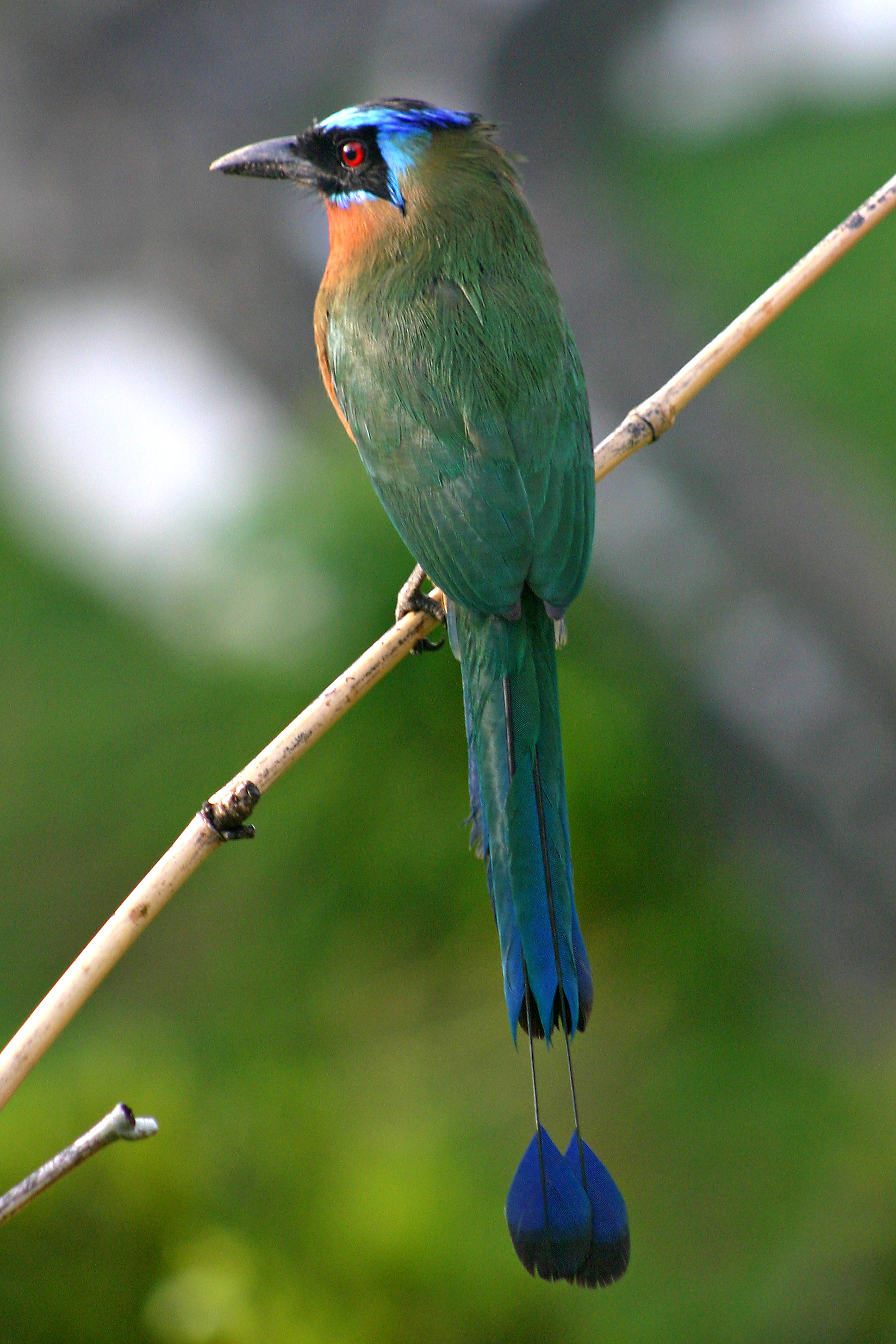
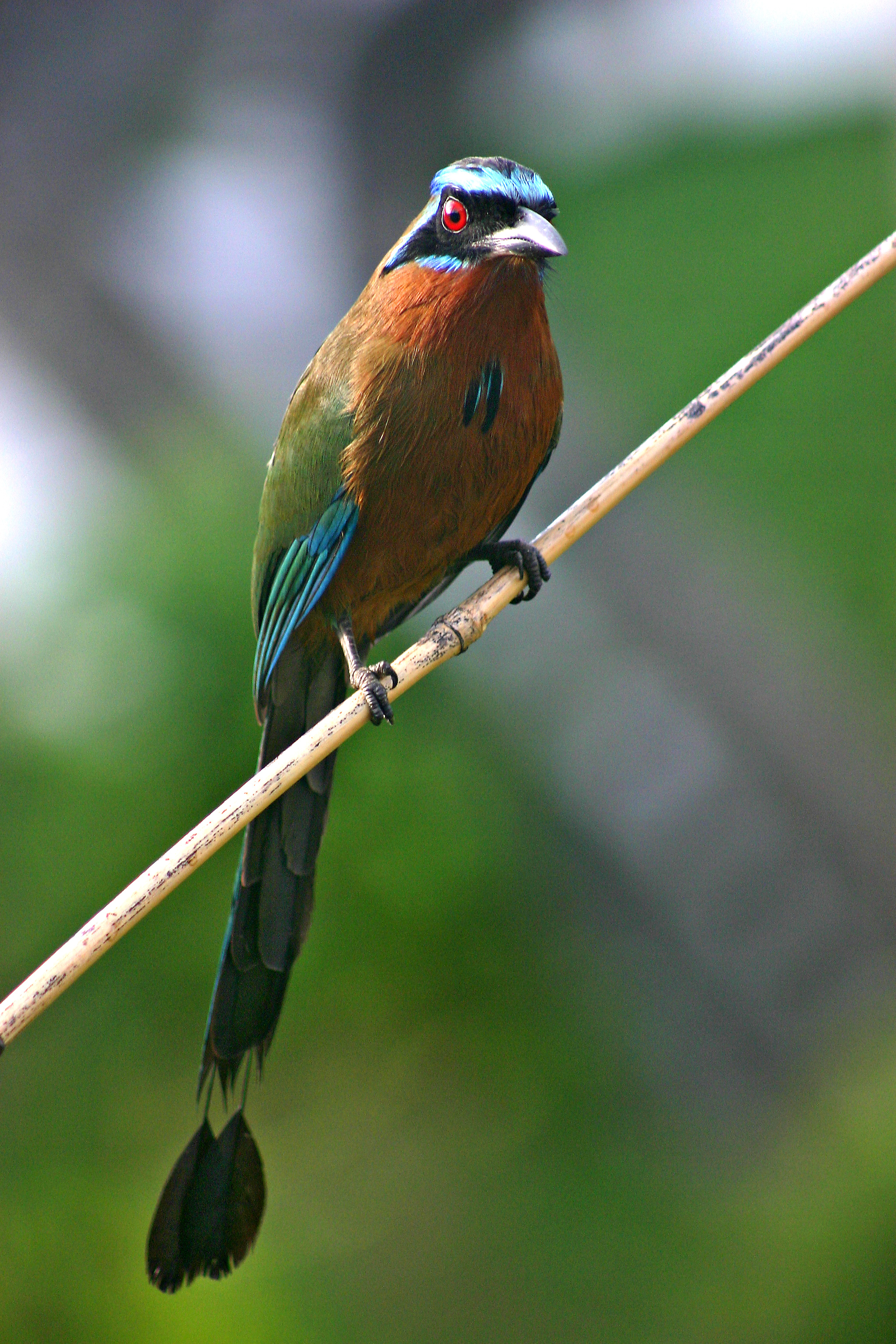
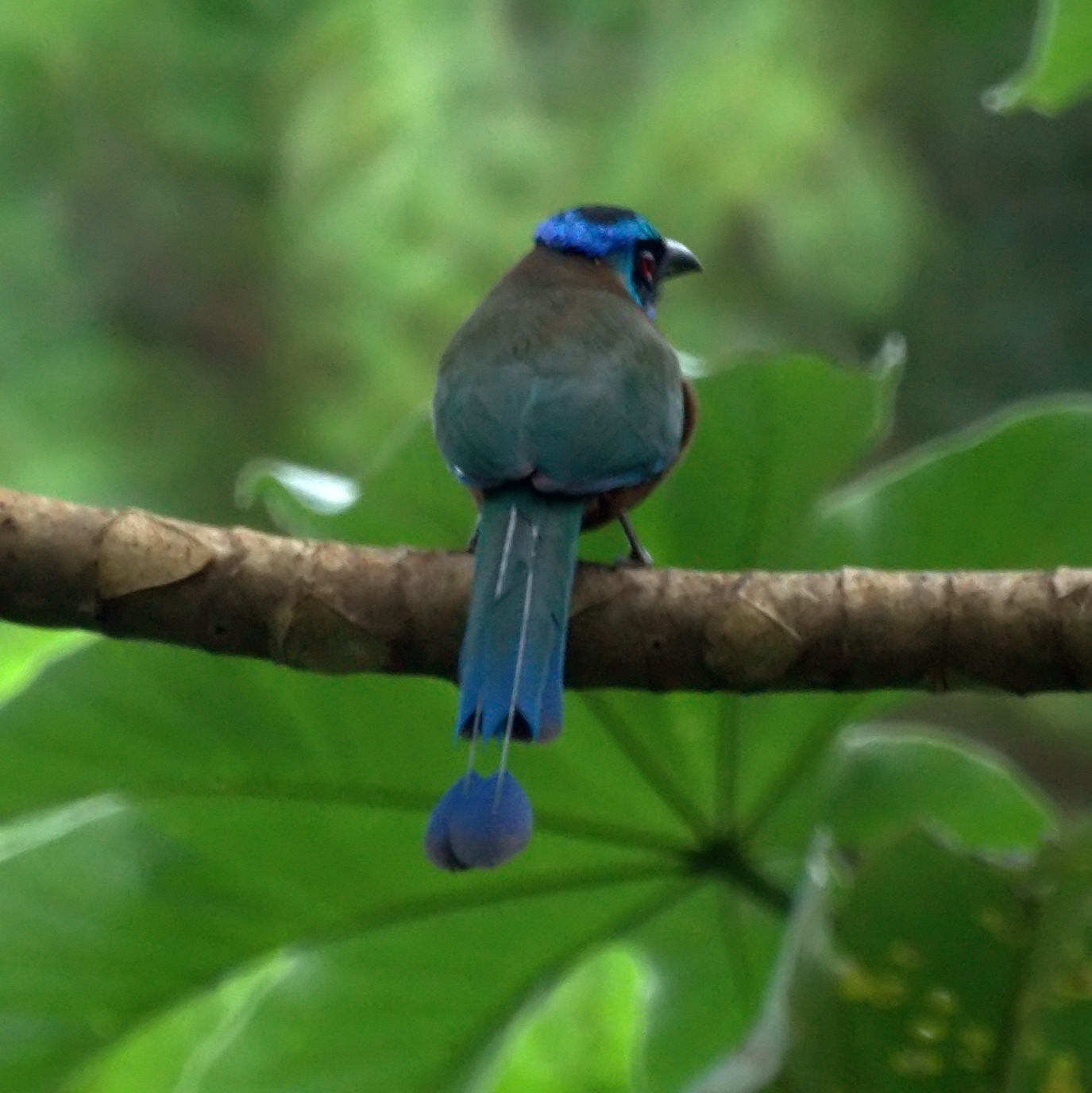
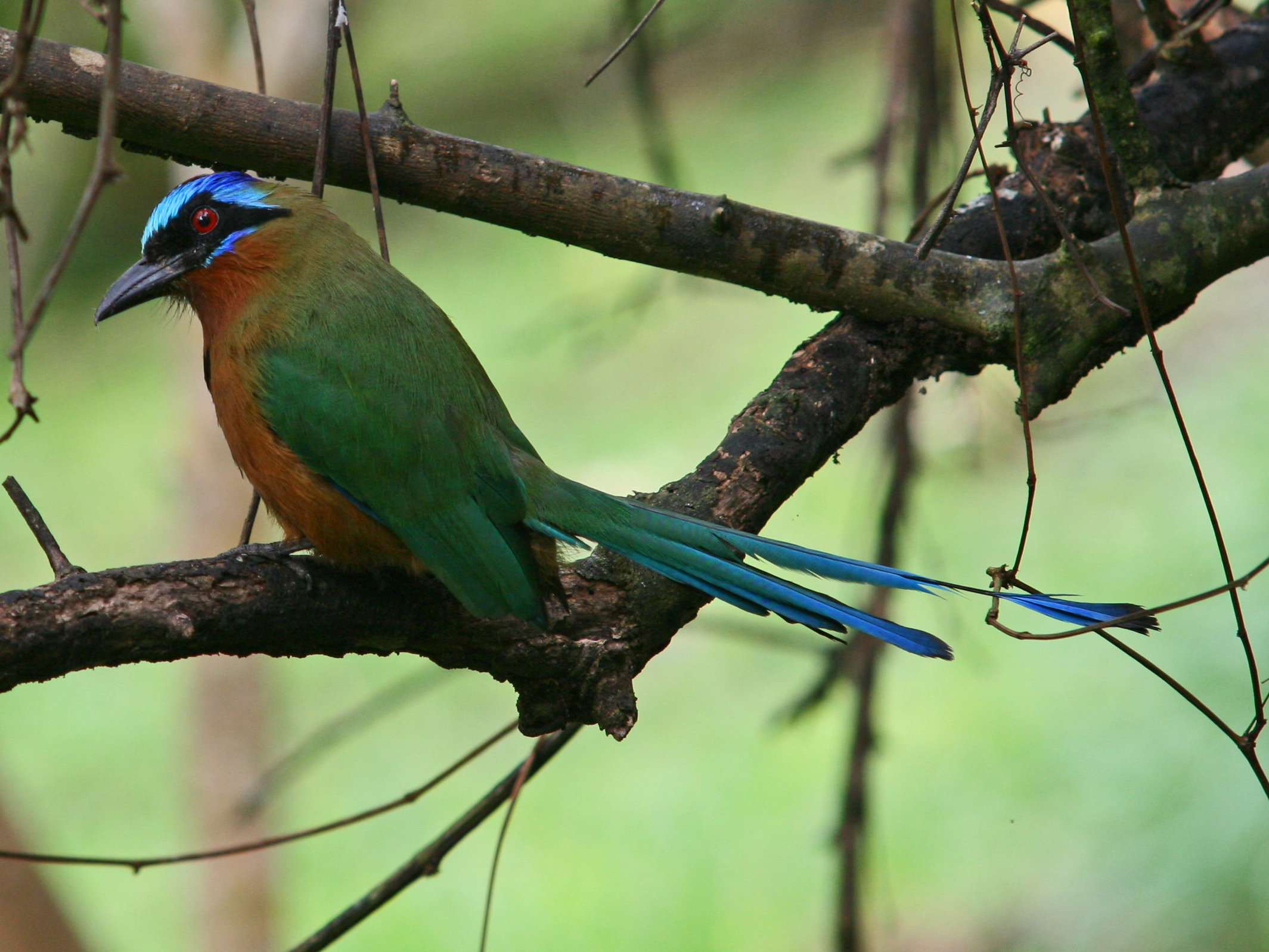
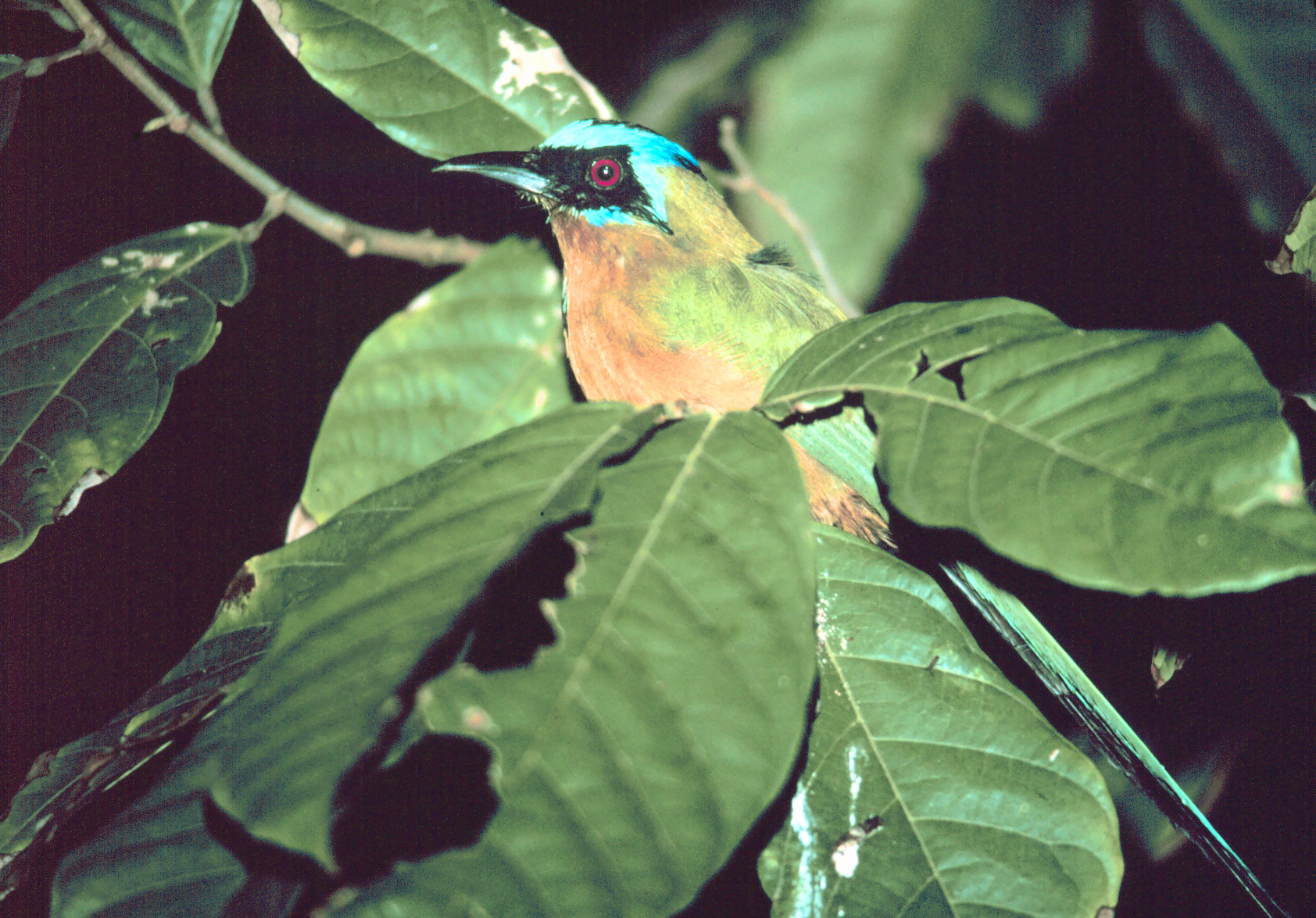
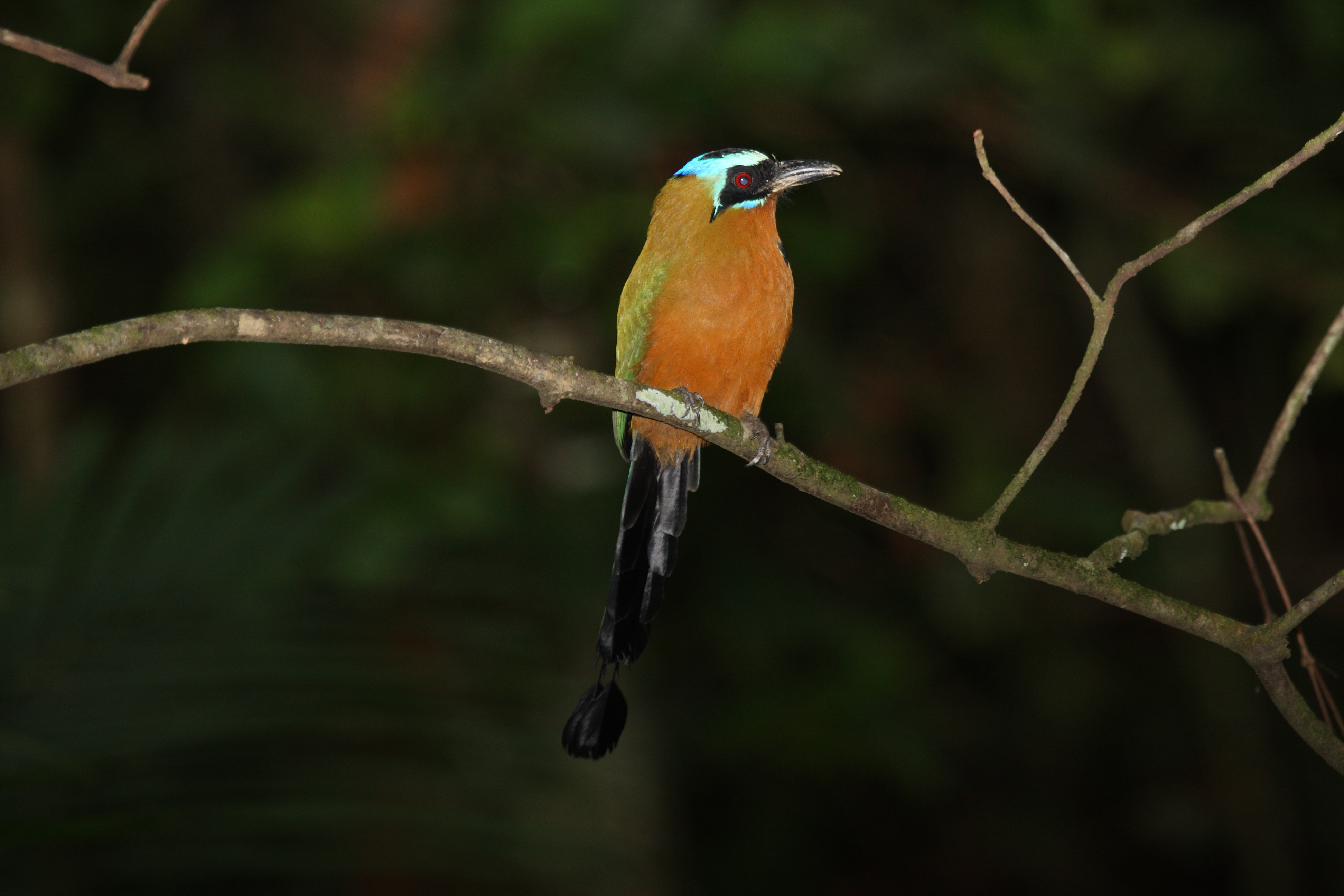